# 니콜 부쉐리
니콜 부쉐리(Nikohl Boosheri, 1987년 9월 ~ )는 캐나다의 배우, 영화배우, 텔레비전 배우이다.
파키스탄에서 태어났다.

## 영화
- 페르시안 커넥션 (2016년) - 사라 역
- 이너 피어 (2015년)
- 파라 고즈 뱅 (2013년) - 파라 마탭 역
- 서컴스탠스 (2011년)